# Владыкина, Олеся Юрьевна
Оле́ся Ю́рьевна Влады́кина (род. 14 февраля, 1988 года, Москва, СССР) — российская пловчиха, двукратная паралимпийская чемпионка (2008, 2012) и мировой рекордсмен.

## Биография
Олеся Юрьевна Владыкина родилась 14 февраля 1988 года в Москве. Начала заниматься спортом в СДЮШОР № 47. После 6 класса продолжала занятия плаванием в СДЮШОР "Труд". Профессионально занималась плаванием в течение 10 лет до поступления в Московский государственный университет путей сообщения. Стала мастером спорта.
На отдыхе, в Таиланде, утром 15 февраля 2008 года экскурсионный автобус, в котором находилась Олеся со своими тремя подругами, выехал из Паттайи и попал в аварию, направляясь в столицу - Бангкок.  Девушки ехали на экскурсию после дискотеки в отеле. В автоаварии из 40 человек - 39 пассажиров и водителя, погибло 2 человека - лучшая подруга Олеси - Александра и женщина, находившаяся рядом с кабиной водителя.  До конца отпуска оставалось три дня. Тяжёлая травма, полученная в аварии, привела к потере левой руки Олеси. Олеся пережила болевой шок. Несмотря на это, она возобновила занятия плаванием. Первая тренировка состоялась через месяц после выписки из больницы и всего лишь за пять месяцев до победы в финале.
В 2010 году на 10-х Зимних Паралимпийских играх в Ванкувере Олеся стала Послом Олимпийских и Паралимпийских Игр в Сочи 2014. Участвовала в церемонии передачи паралимпийского флага в Ванкувере. В августе 2010 года на Чемпионате Мира в Эйндховене победила в заплыве на 100 метров брассом.

Работает в «Федерации спортивного ориентирования города Москвы». В 2016 году избрана в члены Общественной палаты города Москвы

### Пекин-2008
Участвовала в финале двух заплывов: 100 метров брассом и 200 метров, в оба из которых попала с первого места на предварительном этапе.
9 сентября в финальном заплыве на 100-метровке брассом Олеся завоевала золото, установив мировой рекорд — 1 мин. 20, 58 сек.
Во втором финальном заплыве на 200 метров, который прошёл 11 сентября, пришла четвёртой. Победу посвятила погибшей подруге Александре, которая вместе с ней занималась плаванием.

### Лондон-2012
1 сентября 2012 года на Летних Паралимпийских играх в Лондоне, Олеся завоевала золотую медаль в заплыве на 100 метров брассом, и установила новый мировой рекорд с результатом 1 мин.17,17.
4 сентября 2012 года завоевала бронзовую медаль в заплыве на 100 метров на спине.

## Награды
- Орден Почёта (10 сентября 2012 года) — за большой вклад в развитие физической культуры и спорта, высокие спортивные достижения на XIV Паралимпийских летних играх 2012 года в городе Лондоне (Великобритания)[6].
- Орден Дружбы (30 сентября 2009 года) — за большой вклад в развитие физической культуры и спорта, высокие спортивные достижения на XIII Паралимпийских играх 2008 года в Пекине[7][8].
- Звание "Заслуженный мастер спорта России"
- Лауреат премии Паралимпийского комитета России «Возвращение в жизнь» (2008 год)[9].